# دختران مسلح (ژانر)

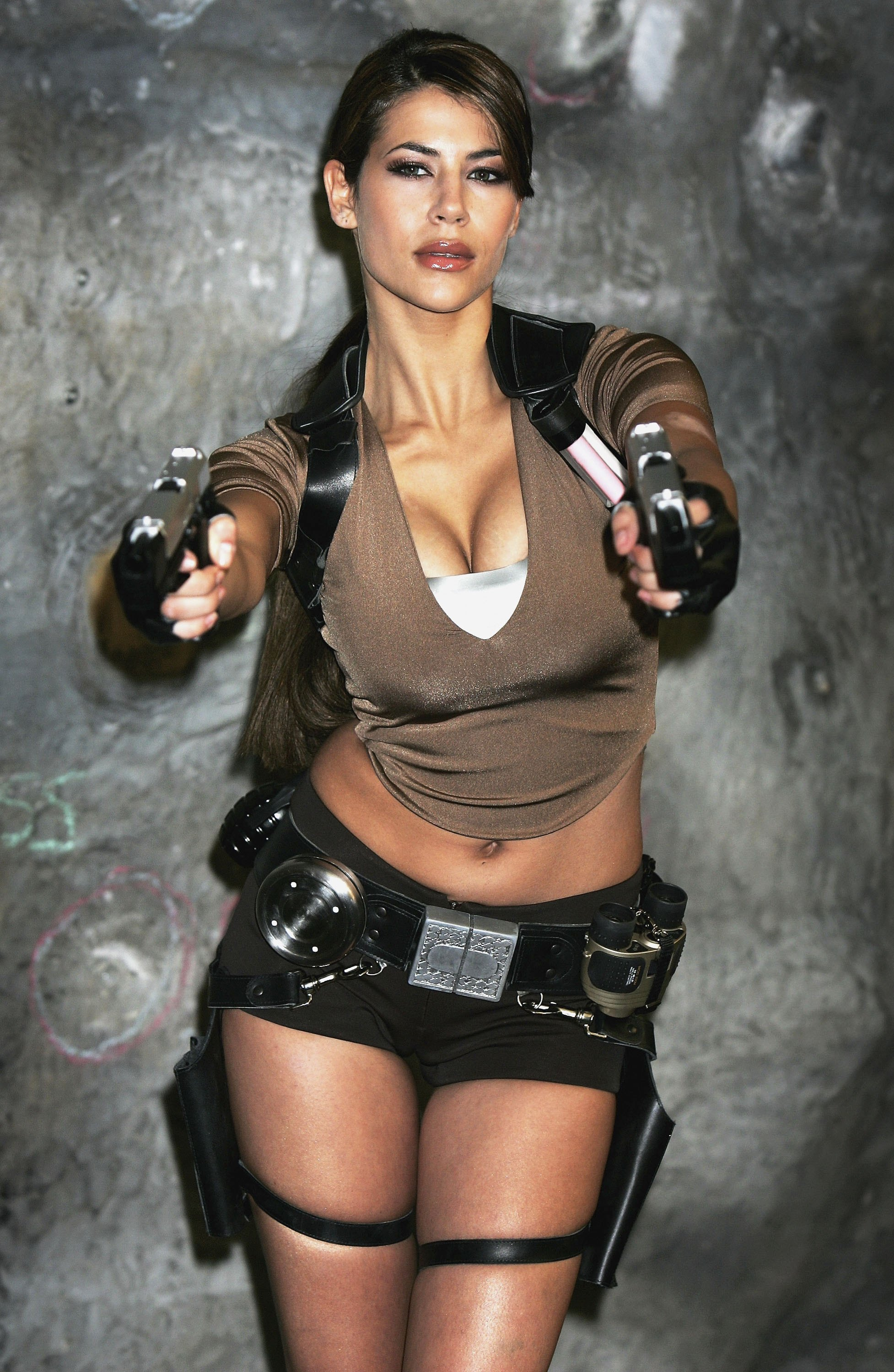
تصویر یک زن اسلحه به دست

دختران مسلح (انگلیسی: Girls with guns) یک زیرژانر از فیلم‌های اکشن است که یک قهرمان زن را به‌تصویر می‌کشد که درگیر تیراندازی یا شمشیرزنی است. این ژانر معمولاً شامل ترکیب هنرهای رزمی همراه با اسلحه، بدل‌کاری و اکشن هنرهای رزمی است.
فیلم بله، بانو از سینمای هنگ‌کنگ، محصول ۱۹۸۵، به کارگردانی کوری یوئن و با بازی میشل یئو و سینتیا روتراک توسط محقق فیلم و جنسیت لیزا فونل به‌عنوان اولین فیلم «دختران مسلح» توصیف شد. فیلم‌های بیشتری از این زیرژانر تا سال ۱۹۹۴ تولید شد که در آن فیلم‌ها بازیگرانی مانند یوکاری اوشیما، مون لی، سینتیا خان و شارون یونگ حضور داشتند. در اوایل دهه ۲۰۰۰، فیلم‌هایی تولید شدند که بخشی از چرخه «دختران مسلح» نامیده می‌شدند. و شامل فیلم‌هایی مانند فرشتگان رزمی (۲۰۰۱)، پرونده اسرار آمیز وسلی (۲۰۰۲) و مبارزان (۲۰۰۲) بودند.

## انیمیشن
این زیرژانر در فضای انیمه نیز نفوذ کرده‌است. برخی از نمونه‌های آن عبارتند از بلک لاگون، بحران آدامس، جفت کثیف، گربه‌های اسلحه‌ساز، دختر تفنگدار، لیکوریس رکول، نوآر، مادلاکس، شکارچی جادوگر، شبح درون پوسته از ماسامونه شیرو و مامورو اوشی و اقتباس تلویزیونی آن شبح درون پوسته: استند الون کامپلکس و همچنین آثار یاسومی اومتسو مانند بادبادک، مزو فورته، مزو دی‌اس‌آ و بادبادک رهایی‌بخش.